# Chameyrat
Chameyrat este o comună în departamentul Corrèze din centrul Franței. În 2009 avea o populație de 1.579 de locuitori.

## Evoluția populației
| An        | 1975  | 1982  | 1990  | 1999  | 2006  | 2009  |
| --------- | ----- | ----- | ----- | ----- | ----- | ----- |
| Populație | 1.196 | 1.436 | 1.569 | 1.541 | 1.578 | 1.579 |